# Canadian (Texas)
Canadian és una ciutat a l'estat de Texas. Segons el cens del 2000 tenia 2.233 habitants.

## Demografia
Segons el cens del 2000, Canadian tenia 2.233 habitants, 869 habitatges, i 625 famílies. La densitat de població era de 668,3 habitants per km².
Dels 869 habitatges en un 35% hi vivien nens de menys de 18 anys, en un 60,9% hi vivien parelles casades, en un 7,6% dones solteres, i en un 28% no eren unitats familiars. En el 26,1% dels habitatges hi vivien persones soles el 13,5% de les quals corresponia a persones de 65 anys o més que vivien soles. El nombre mitjà de persones vivint en cada habitatge era de 2,52 i el nombre mitjà de persones que vivien en cada família era de 3,04.
Per edats la població es repartia de la següent manera: un 27,5% tenia menys de 18 anys, un 7,2% entre 18 i 24, un 26,8% entre 25 i 44, un 22,9% de 45 a 60 i un 15,5% 65 anys o més.
L'edat mediana era de 38 anys. Per cada 100 dones de 18 o més anys hi havia 87 homes.
La renda mediana per habitatge era de 31.929 $ i la renda mediana per família de 38.676 $. Els homes tenien una renda mediana de 30.240 $ mentre que les dones 17.083 $. La renda per capita de la població era de 16.384 $. Aproximadament el 12,3% de les famílies i el 14,1% de la població estaven per davall del llindar de pobresa.

## Poblacions properes
El següent diagrama mostra les poblacions més properes.